# Jakovlev Jak-130
Jakovlev Jak-130 (kód NATO "Mitten") je dvoumotorový podzvukový pokročilý cvičný a lehký bojový letoun čtvrté generace, vyráběný ruskou společností Jakovlev. Konstrukce letounu původně vznikala jako joint venture společností Aermacchi a Jakovlev. Po ukončení společného vývoje vznikly dvě vizuálně příbuzné konstrukce. Italský stroj nese označení Alenia Aermacchi M-346 Master.

## Vznik

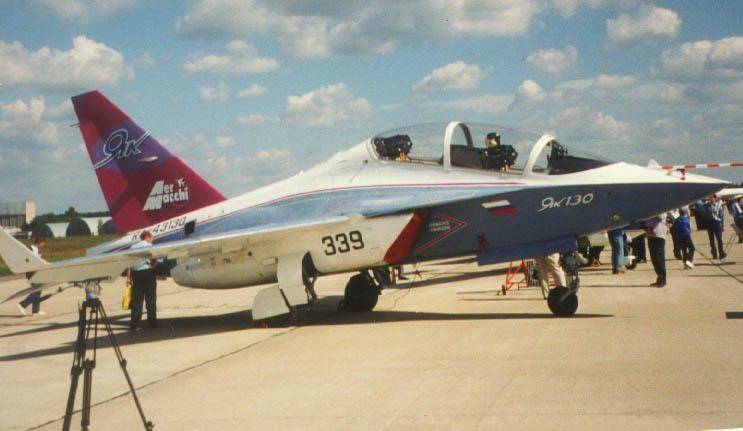
Technologický demonstrátor Jaku-130

Společný vývoj cvičného letadla firem Jakovlev a Aermacchi začal roku 1993. V roce 1996 poprvé vzlétl technologický demonstrátor Yak/AEM-130D poháněný motory DV-2S. Spolupráce obou firem ovšem roku 1999 skončila a jejich cvičná letadla byla nadále vyvíjena odděleně.
Jak-130 v roce 2002 zvítězil nad konkurentem MiG-AT v soutěži ruského letectva na nový pokročilý cvičný letoun, který nahradí československé konstrukce Aero L-29 a L-39. Další tři předsériové stroje Jak-130 vzlétly v dubnu 2004, dubnu 2005 a březnu 2006, z nichž třetí byl zničen při havárii a následně nahrazen dalším novým exemplářem v červenci 2008. V roce 2007 byla schválena sériová výroba prvních 12 kusů pro ruské letectvo objednaných již v květnu 2005. První z nich vzlétl 19. května 2009. Do služby byl typ zařazen mezi únorem a dubnem 2010 u 4. střediska bojové přípravy na základně Lipeck, přičemž byl rovněž předveden na moskevském veletrhu MAKS 2009.

## Uživatelé
- Alžírsko – v roce 2006 objednalo 16 kusů.[5]
- Bangladéš – v roce 2013 podepsán kontrakt na 24 letounů.[6] V roce 2019 ve službě 16 ks.
- Bělorusko – 8 ks.
- Írán – objednán neznámý počet, dodávky začaly v září 2023.[7]
- Laos – objednáno 10 ks. V prosinci 2018 dodány první 3 ks.
- Myanmar (Barma) – 6 kusů.
- Rusko – hlavní uživatel.
- Vietnam – objednáno osm kusů.[5] Šest dodáno v listopadu 2021.

## Potenciální uživatelé
- Argentina - v roce 2021 dostala možnost od Ruska zakoupit mj. i Jak-130.[8]

## Specifikace

### Technické údaje
- Posádka: 2 (instruktor a žák)
- Délka: 11,245 m[5]
- Rozpětí: 9,72 m
- Výška: 4,76 m
- Nosná plocha: 23,52 m²
- Hmotnost prázdného stroje: 4600 kg
- Maximální vzletová hmotnost : 10 290 kg
- Pohonná jednotka: 2× dvouproudový motor Progress AI-222-25[5]
- Tah pohonné jednotky: 2 500 kg
- Násobky přetížení: +8/-3g

### Výkony
- Maximální rychlost: 1050 km/h
- Dolet 2 546 km
- Dostup: 12 500 m
- Plošné zatížení: 276,4 kg/m²
- Počáteční stoupavost: 50 m/s

### Výzbroj
- 3000 kg výzbroje na devíti závěsnících[5]